# Boris Johnson
Pour les articles homonymes, voir Pfeffel et Johnson.
Pour le personnage de roman, voir Les Pionniers du chaos.
Alexander Boris de Pfeffel Johnson, dit Boris Johnson ([ˈbɒrɪs ˈd͡ʒɒnsən]), né le 19 juin 1964 à New York (États-Unis), est un homme d'État britannique. Il est chef du Parti conservateur et Premier ministre du Royaume-Uni de 2019 à 2022.
Après ses études, il se fait connaître comme journaliste dans les grands quotidiens britanniques. Membre du Parti conservateur, il est élu à la Chambre des communes lors des élections générales de 2001 dans la circonscription de Henley (Oxfordshire) et réélu à l'issue de celles de 2005. À partir de 2015, il est élu dans la circonscription d'Uxbridge and South Ruislip (Grand Londres).
En 2008, il démissionne du Parlement à la suite de son élection à la mairie de Londres face au maire sortant, le travailliste Ken Livingstone, face à qui il est réélu en 2012. Son mandat est marqué par les Jeux olympiques d'été de 2012, une baisse de la criminalité et une gentrification, l'interdiction de la consommation d'alcool dans les transports publics, la mise en circulation d'une nouvelle génération de bus et des vélos Santander (dits « Boris Bikes »), ainsi que la défense du secteur financier de Londres et la promotion de la construction d'un nouvel aéroport pour la capitale, dans l'estuaire de la Tamise. Il ne brigue pas un troisième mandat en 2016.
S'opposant à la majorité des personnalités du Parti conservateur, il est l'une des principales figures du camp favorable au retrait du Royaume-Uni de l'Union européenne (« Brexit »), qui l'emporte lors du référendum du 23 juin 2016. Il est alors nommé secrétaire d'État aux Affaires étrangères et du Commonwealth dans le gouvernement de Theresa May. En désaccord avec elle sur la conduite du Brexit, il démissionne en 2018.
L'année suivante, élu à la tête du Parti conservateur face à Jeremy Hunt, il succède à Theresa May comme Premier ministre. Ses tentatives pour une sortie rapide de l’UE étant contrées par le Parlement britannique, il convoque des élections anticipées afin d'obtenir une majorité parlementaire favorable à un accord de retrait. Les conservateurs ayant obtenu leur plus grand nombre d’élus depuis 1987, Boris Johnson conduit en janvier 2020 la réalisation du Brexit, qui est suivie par un accord commercial avec l’UE. Il doit également gérer la pandémie de Covid-19 et faire face à de multiples controverses, dont certaines l'impliquent personnellement, notamment celle du Partygate, et qui conduisent de nombreux membres du gouvernement à démissionner. Pour dénouer cette crise politique, il démissionne après trois ans de mandat, Liz Truss lui succédant.
En 2023, fragilisé par un projet de rapport parlementaire sur le Partygate l'accusant d'avoir menti, il quitte la Chambre des communes et redevient éditorialiste, cette fois pour le Daily Mail.
Personnalité excentrique, Boris Johnson est une figure controversée de la politique britannique. Ses partisans le louent comme humoristique et divertissant, avec un attrait qui s'étend au-delà des électeurs conservateurs traditionnels.

## Origines et jeunesse

### Naissance et ancêtres

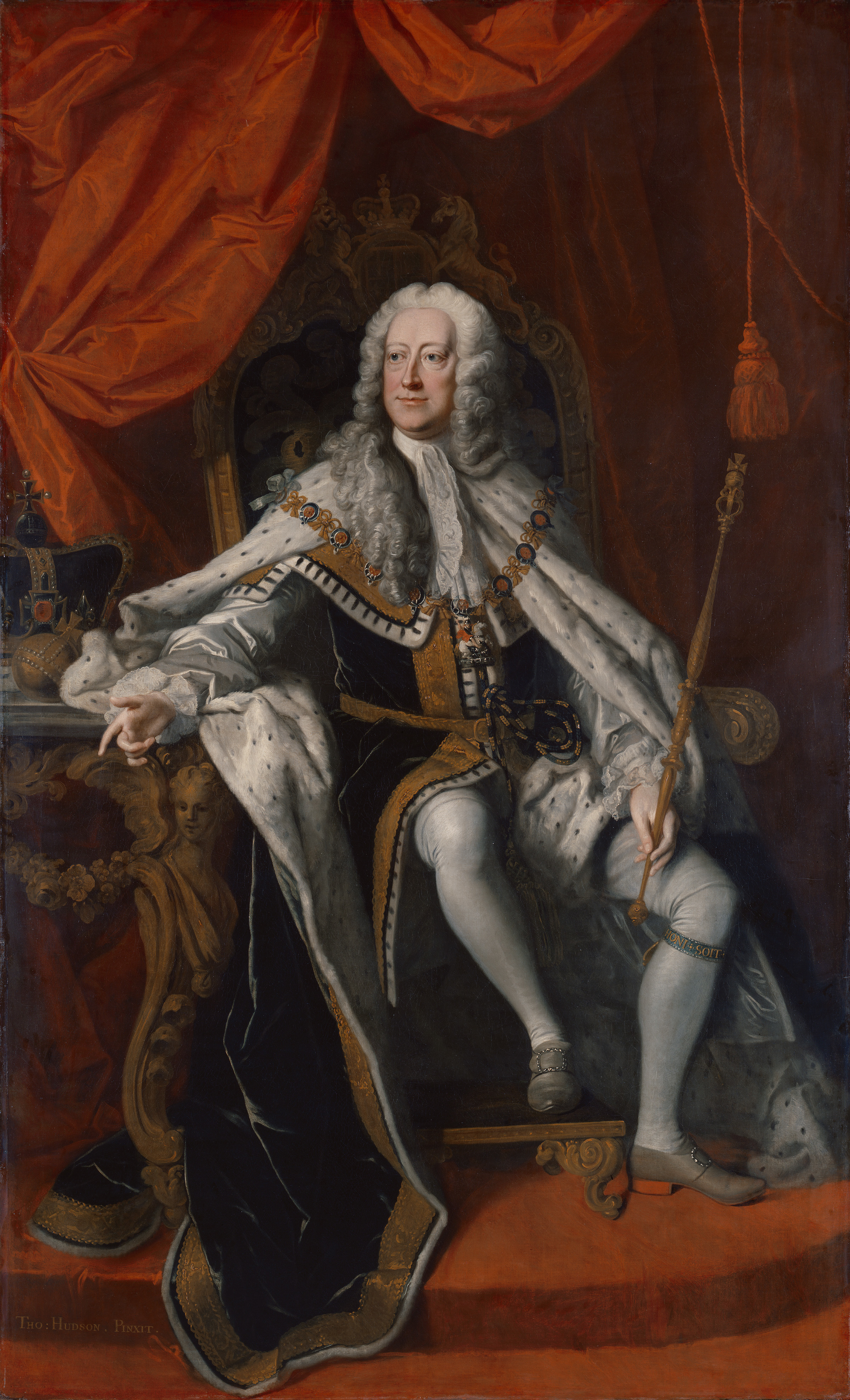
George II, ascendant des Johnson.

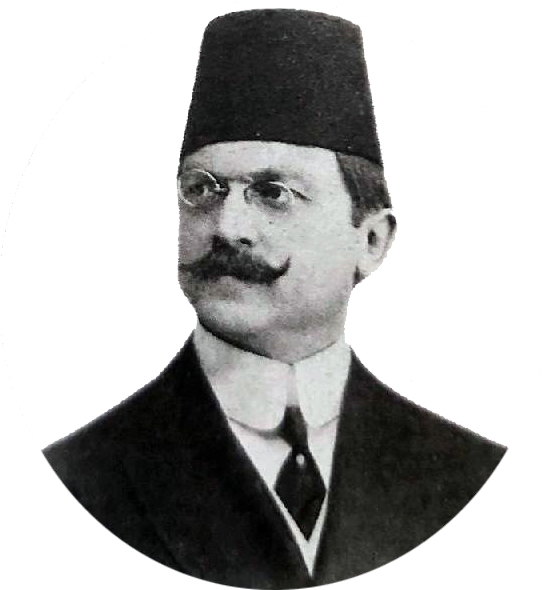
Ali Kemal, ministre de l'Intérieur ottoman en 1919 et arrière grand-père paternel de Boris Johnson.

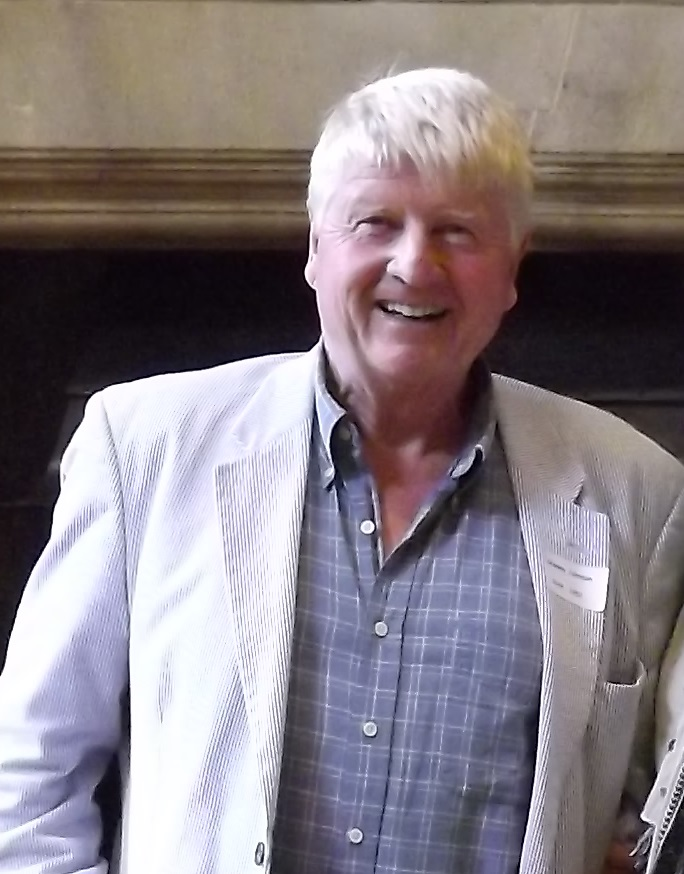
Stanley Johnson, père de Boris Johnson.

Alexander Boris de Pfeffel Johnson naît le 19 juin 1964 dans le quartier de l'Upper East Side, à New York. Selon la pratique anglo-saxonne de l'emploi d'un patronyme dans la composition des prénoms, le nom intermédiaire « de Pfeffel » lui a été donné en hommage à la famille de son trisaïeul Christian Hubert, baron de Pfeffel (1843-1922), père de Marie-Louise de Pfeffel (1882-1944) épouse de Stanley Fred Williams (1880-1955), grand-père d'Irene Williams (1907-1987), elle-même grand-mère paternelle de Boris Johnson.
Sa naissance est enregistrée à la fois par les autorités américaines et le consulat britannique de New York qui lui accordent la citoyenneté américaine et la citoyenneté britannique. Ses parents sont tous deux britanniques. Il renonce à la nationalité américaine en 2016.

#### Famille paternelle
Son père, Stanley Johnson (né en 1940 à Penzance, Royaume-Uni), part pour les États-Unis étudier l'écriture créative à l'université de l'Iowa avant de s'orienter vers des études d'économie à l'université Columbia de New York. Il se marie en 1963 à Charlotte Mary Offlow Fawcett (née en 1942 à Oxford et morte en 2021 à Londres) dont il aura Boris Johnson et trois autres enfants. Il divorce à la fin des années 1980 et se remarie à Jennifer Kidd avec qui il a deux autres enfants. Il travaille à la Banque mondiale, s'intéresse à l'environnement et travaille à la direction générale de l'environnement de la Commission européenne à Bruxelles de 1984 à 1994. En 1983, il reçoit le prix RSPCA Richard Martin Award pour services rendus à la cause animale et, en 1984, il reçoit le prix de Greenpeace pour services exceptionnels rendus à l'environnement. Il est ambassadeur pour l'UNEP à la Conservation des espèces migratoires animales basée à Bonn. Il a publié de nombreux livres sur la question environnementale et des romans, dont The Commissioner adapté au cinéma en 1998 avec l'acteur John Hurt. En 1962, Stanley Johnson reçoit le Newdigate Prize de poésie.
Le père de Stanley Johnson, dénommé Osman, puis Wilfred « Johnny » Johnson (1909-1992), nait d'une mère anglo-suisse, Winifred Emma Mary Brun (1883-1910), et d'Ali Kemal Bey (1867-1922), d’origine turque, ministre du sultan de l'Empire ottoman, tué pour ses sympathies anti-nationalistes pendant la guerre d'indépendance turque. Après le décès de sa mère en 1910, peu de temps après sa naissance, Osman, âgé d'un an, est confié à sa grand-mère maternelle anglaise, Margaret Brun, née Johnson, qui le rebaptise Wilfred « Johnny » Johnson. Il meurt à Taunton Deane (Somerset).
La mère de Stanley Johnson est née Irène de Pfeffel Williams (1907-1987). Elle est la fille de Stanley Fred Williams (1880-1955, petit-fils de Sir George Williams), d'ascendance britannique, et de Marie Louise de Pfeffel (1882 à Paris-1944), d'ascendance maternelle française (petite-fille de Jules Arnous de Rivière), et issue par son père Christian Hubert, baron de Pfeffel (1843-1922), de la famille alsacienne de Pfeffel et sans doute de la famille royale allemande de Wurtemberg. Elle est, en effet, petite-fille de Karoline von Rothenburg, elle-même fille illégitime du prince Paul-Charles de Wurtemberg. Irène de Pfeffel Williams serait ainsi une arrière-arrière-petite-fille de ce dernier et, par lui, une descendante du roi George II de Grande-Bretagne. Par cette ascendance, Boris Johnson aurait des liens de parenté avec la majeure partie des familles royales d'Europe et serait un lointain cousin de l'ex-Premier ministre David Cameron.

#### Famille maternelle
La mère de Boris Johnson, Charlotte Mary Offlow Fawcett (1942-2021), est issue d'une famille d'intellectuels libéraux de gauche. Elle épouse Stanley Johnson, qu'elle a rencontré à Oxford alors qu'elle étudiait la littérature anglaise, en 1963, avant de l'accompagner aux États-Unis. Elle devient peintre professionnelle. Elle se remarie en 1988 avec Nicholas Wahl, un politologue américain spécialiste de la France, dont elle devient veuve en 1996.
Le père de Charlotte Offlow Fawcett, Sir James Fawcett (en) (1913-1991), est avocat et membre de 1962 à 1985 de la Commission européenne des droits de l'homme qu'il présidera de 1972 à 1981. Il est anobli en 1984.
La mère de Charlotte Offlow Fawcett, Frances Beatrice Lowe (1913-2001), est une Américaine dont les parents étaient les universitaires Elias Avery Lowe, d'origine juive ashkénaze, et Helen Tracy Porter (en), traductrice de Thomas Mann.
L'oncle de Boris Johnson est Edmund Fawcett (en) (né en 1946), frère cadet de Charlotte Offlow Fawcett, écrivain et journaliste de 1973 à 2003 à The Economist.
Boris Johnson est l'aîné des quatre enfants de la fratrie qui compte Rachel Johnson (en), journaliste et un temps rédactrice en chef du magazine The Lady, née en 1965 ; Leo Johnson, réalisateur de cinéma et entrepreneur, né en 1967 ; et Jo Johnson, éditorialiste au Financial Times, né en 1971, député et plusieurs fois ministre conservateur. Sa marraine est l’auteure britannique Rachel Billington.

### Enfance
À sa naissance, les parents de Boris Johnson vivent dans un appartement en face de l'hôtel Chelsea[réf. souhaitée], puis embarquent pour un périple au Canada, dans le New Hampshire et le Vermont avec leur nouveau-né.
En septembre 1964, la famille retourne en Grande-Bretagne pour que sa mère Charlotte reprenne ses études de lettres anglaises à l'université d'Oxford. Là-bas, elle et son fils vivent dans un appartement dans le quartier de Summertown à Oxford. C'est là qu'elle donne naissance en 1965 à sa fille, Rachel. En juillet 1965, la famille déménage pour Crouch End, dans le Nord de Londres, et en février 1966, pour Washington où Stanley a obtenu un poste à la Banque mondiale[réf. souhaitée]. Les parents y ont leur troisième enfant, Leo, né en septembre 1967. Charlotte s'initie la peinture en autodidacte et devient connue. Stanley, renvoyé, obtient un nouveau travail qui le contraint à se rendre, avec sa famille, à Harbor Island, à Norwalk, dans le Connecticut.
Enfant, Boris est calme et studieux. Il souffre de sérieux problèmes de surdité et doit subir, à l'âge de huit ans, plusieurs opérations, dont l'implantation de drains transtympaniques[réf. souhaitée]
À l'été 1969, la famille retourne au Royaume-Uni, s'installant dans une maison de campagne près de la ferme familiale de Stanley à Nethercote, près de Winsford dans l'Exmoor. La maison de campagne est adjacente à la maison habitée par les parents de Stanley, Johnny et Irène Johnson. Stanley est régulièrement absent de Nethercote, laissant Boris seul.

### Études
En 1973, Stanley devient fonctionnaire de la Commission européenne. La famille réside alors à Uccle (Bruxelles) et Alex Boris Johnson est élève de l'école européenne de Bruxelles où il apprend le français. En 1975, il revient avec sa mère à Londres et poursuit sa scolarité à l'école préparatoire d'Ashdown House (en). En 1977, il entre comme boursier au collège d'Eton où il développe sa personnalité excentrique et se fait appeler « Boris » (son second prénom) plutôt qu'Alex.
En 1983, il est admis au Balliol College d'Oxford au sein duquel il étudie les lettres classiques et la philosophie. Il y est élu président de l'Oxford Union où il côtoie de futures figures du Parti conservateur : David Cameron, William Hague, Michael Gove, Jeremy Hunt et Nick Boles. A Oxford, il fut également membre du très fermé, et aussi controversé Bullingdon club. En raison de ses origines et de son parcours, il est perçu comme un membre de la haute société britannique (« upper class »).

### Vie privée et famille
Boris Johnson se marie en 1987 avec Allegra Mostyn-Owen, mais le mariage ne dure pas un an et est annulé en 1993. Cette même année, il se marie avec Marina Wheeler, avocate, puis conseillère de la reine, fille du journaliste et producteur Charles Wheeler (en) et de sa seconde épouse sikh, Dip Singh, dont la famille est originaire du Pendjab et a immigré en Angleterre après la partition de 1947. Les familles Wheeler et Johnson se connaissent depuis plusieurs décennies, Marina Wheeler étant à l'European School de Bruxelles en même temps que son futur mari. Ils ont quatre enfants : Lara Lettice, Milo Arthur, Cassia Peaches et Theodore Apollo.
En 2009 naît Stephanie, issue de sa liaison avec Helen MacIntyre, une consultante en art. Celle-ci mène une action en justice pour maintenir le secret sur l'identité du père, mais la Cour d'appel la déboute en 2013, estimant que cette identité est d'intérêt public pour les électeurs.
En septembre 2018, sa liaison avec Carrie Symonds, attachée de presse et directrice de la communication au sein du Parti conservateur, est révélée au grand public et fait scandale. Boris Johnson entame une procédure de divorce avec Marina Wheeler. Le 29 février 2020 est officialisée sa relation avec Carrie Symonds qui est enceinte,. Ils ont trois enfants : un fils, Wilfred Lawrie Nicholas Johnson, né le 29 avril 2020 ; une fille, Romy Iris Charlotte Johnson, née le 9 décembre 2021 ; et un second fils, Franck, né en juillet 2023. Le couple se marie de façon discrète le 29 mai 2021 en la cathédrale catholique de Westminster au cours d’une cérémonie célébrée par le père Daniel Humphreys,.
Depuis son départ de Downing street, Boris Johnson loge dans un logement estimé plusieurs millions de livres à Knightsbridge, un quartier huppé londonien, mis gracieusement à sa disposition par Anthony Bamford, président du groupe de construction JCB.

## Carrière journalistique

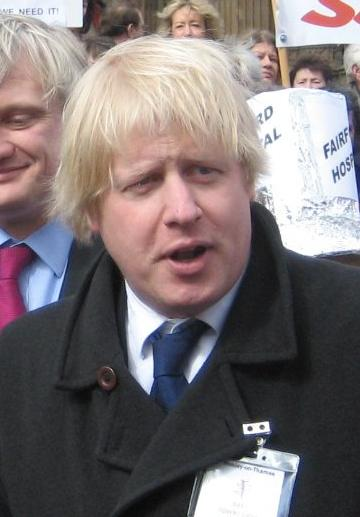
Boris Johnson en 2006.

Boris Johnson commence sa carrière de journaliste comme correspondant stagiaire au Times, mais il est licencié au bout d'un an pour avoir falsifié une citation de son parrain, Sir Colin Lucas (en). Après une courte période au Wolverhampton Express & Star, il rejoint The Daily Telegraph en 1987. Il est le correspondant pour l'Europe à Bruxelles de 1989 à 1994, puis rédacteur adjoint de 1994 à 1999. Il travaille également au magazine conservateur The Spectator, d'abord comme chroniqueur politique entre 1994 et 1995, puis à partir de 1999 comme rédacteur en chef. Il surprend le lectorat du magazine en publiant un entretien avec Jean-Marie Le Pen entre les deux tours de l'élection présidentielle française de 2002. En décembre 2005, il intègre le cabinet fantôme avec la responsabilité de l'enseignement supérieur.
Ses articles font souvent sensation et créent la controverse. Les propos qu'il rapporte sont parfois sortis de leur contexte et utilisés par ses adversaires politiques. Ses papiers, qui dénoncent souvent les travers des responsables des institutions européennes, plaisent particulièrement à Margaret Thatcher. Le Monde écrit à son sujet : « Ses papiers grinçants sur la Commission et sur son président Jacques Delors lui valent la célébrité. Il devient le porte-parole de l'euroscepticisme grâce à sa plume acerbe et à son humour. Il se régale en brocardant la normalisation européenne des préservatifs, stigmatise la « guerre » de Bruxelles « contre les chips britanniques saveur cocktail de crevettes ». Même si ces informations exclusives sont parfois le fruit de son imagination — il prête faussement à Jacques Delors l’intention de se faire élire président de l’Europe —, il s'amuse à tirer les ficelles, fait scandale et devient la coqueluche des milieux conservateurs ».
Boris Johnson est l'auteur de trois ouvrages reprenant ses articles ou chroniques : Johnson's Column, Lend Me Your Ears et Have I Got Views For You. Il publie également un roman, Seventy-Two Virgins en 2004.
Il est nommé en 2004 pour un British Academy Television Award. Il produit une série documentaire, The Dream of Rome, comparant l'Empire romain et l'Union européenne d'aujourd'hui, diffusée en 2006.
En juin 2023, en difficulté au sein du Parti conservateur après le rapport parlementaire consacré au Partygate, il quitte son siège de député et redevient chroniqueur. En 2024, il doit rejoindre la chaîne conservatrice GB News, où il jouera un « rôle clé » dans la couverture des élections générales britanniques et l'élection présidentielle américaine.

## Parcours politique

### Député à la Chambre des communes
En 1997, il est battu aux élections parlementaires dans la circonscription de Clwyd South. En 2001, Johnson réussit son entrée à la Chambre des communes, élu dans la circonscription de Henley-on-Thames, succédant à Michael Heseltine. Il racontera cette campagne dans un livre Friends, Voters, Countrymen: Jottings on the Stump. En 2004, il est nommé ministre fantôme (« Shadow Minister ») pour la Culture lors d'un petit remaniement à la suite de la démission de Nick Hawkins (en). En novembre 2003, il est nommé vice-président du Parti conservateur, après une intense campagne.
Boris Johnson est démis de ses fonctions dans le parti en novembre 2004, à la suite d'accusations de mensonges venues de Michael Howard au sujet d'une relation extra-conjugale de quatre ans qu'il aurait eue avec Petronella Wyatt (en), la correspondante new-yorkaise de The Spectator et ancienne rédactrice-adjointe. Johnson tourna ces allégations en ridicule les décrivant comme « une pyramide inversée de fadaises » mais Howard avait renvoyé Johnson non à cause du fond de l'affaire elle-même mais parce qu'il pensait, au vu de ce qu'en disait la presse, que Boris Johnson avait menti.
Il est de nouveau nommé dans le Shadow Cabinet responsable de l'enseignement supérieur le 9 décembre 2005 par le nouveau chef du Parti conservateur, David Cameron. Il démissionne de son poste de rédacteur au Spectator peu après.

### Maire de Londres
Il accède au poste de maire de Londres à la suite de l'élection du 1er mai 2008, battant le maire sortant, le travailliste Ken Livingstone, alors que l'élection semblait initialement perdue d'avance. Il est réélu face à ce dernier quatre ans plus tard,. Il est admis « clés de la ville » (« Freeman of the City of London »), ce qui lui permet de se présenter s'il le souhaite à l'élection du lord-maire de Londres.
En 2013, Boris Johnson s'oppose au plafonnement des bonus des traders et banquiers européens, en particulier ceux de la Cité de Londres.
Il reprend plusieurs projets de son prédécesseur : des vélos en libre-service (surnommés les « Boris bike »), le projet Crossrail, des investissements dans les transports et lance un nouveau modèle de bus à impériale, moderne et écologique. Sous sa mandature ont lieu les Jeux olympiques. Il jouit alors d'une popularité allant au-delà du simple Parti conservateur.
Il retrouve son siège de député lors des élections générales de 2015, se faisant élire dans la circonscription d'Uxbridge et South Ruislip, sept ans après avoir décidé de quitter la Chambre des communes en raison de son élection à la mairie de Londres. Il ne brigue pas un troisième mandat et quitte la mairie de Londres le 5 mai 2016, le travailliste Sadiq Khan lui succédant.

### Campagne pour le Brexit

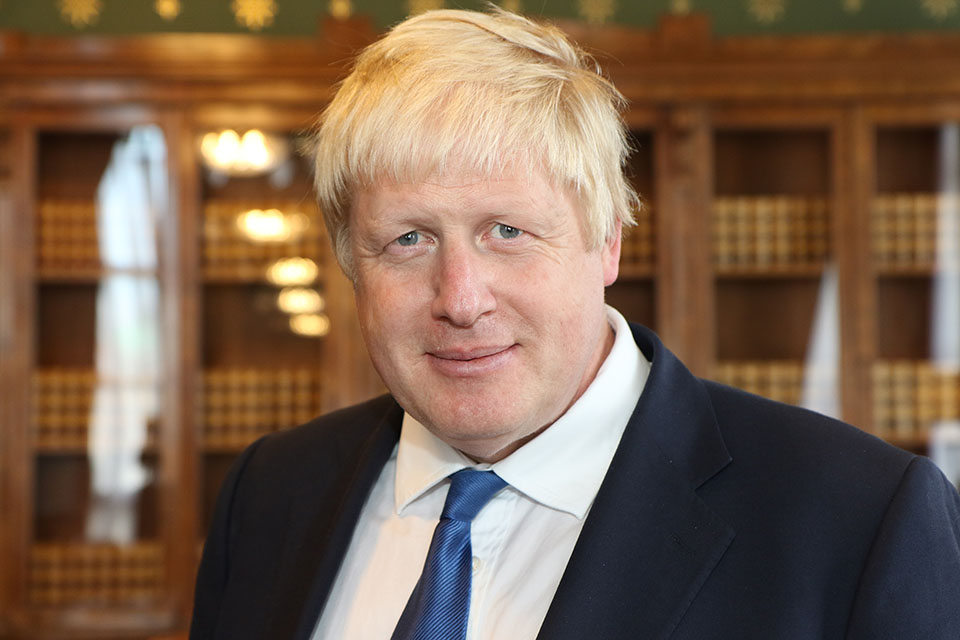
Boris Johnson en 2016.

Alors qu'une profession de foi — signée de sa main deux jours avant — glorifiait l'« aubaine » que serait un vote en faveur du maintien dans l'Union et annonçait un « choc économique » en cas de Brexit, il fait volte-face le 21 février 2016 en prenant position pour la sortie du Royaume-Uni de l'Union européenne (« Brexit »). S'opposant ainsi à la majorité des personnalités du Parti conservateur, il devient l'une des principales figures de la campagne du Brexit,, qui l'emporte lors du référendum du 23 juin 2016.
Il apparaît comme un des grands gagnants du scrutin et fait figure de favori pour succéder au Premier ministre David Cameron, qui a annoncé son intention de démissionner avant le mois d'octobre,. Mais il doit faire face à des critiques sur sa capacité à rassembler et renonce finalement à se présenter à l'élection à la direction du Parti conservateur, très divisé à l'issue de ce référendum, et soutient la candidature d'Andrea Leadsom.

### Secrétaire d'État des Affaires étrangères
Le 13 juillet 2016, Theresa May succède à David Cameron à la tête du gouvernement. Boris Johnson intègre son cabinet au bureau des Affaires étrangères et du Commonwealth. Sa nomination provoque la surprise ou la consternation des médias. Il promet que son pays « fera toujours partie de l'Europe », que les droits des Européens vivant au Royaume-Uni seront « totalement protégés », que la coopération avec l'Union européenne « s'intensifiera dans le domaine des arts, des sciences et des universités » et que la Grande-Bretagne aura accès au marché unique européen, tout en insistant sur la nécessité de rompre avec l'Union européenne, une institution qu'il juge « infantilisante ». Partisan d'une ligne « nette », il entend « libérer » son pays de certaines règles fiscales, éthiques, douanières et environnementales, considérant le Brexit comme « une chance considérable » permettant de se tourner vers les nouvelles forces économiques, comme « la région Asie-Pacifique », et de prendre la tête dans des domaines comme l'innovation et la recherche.

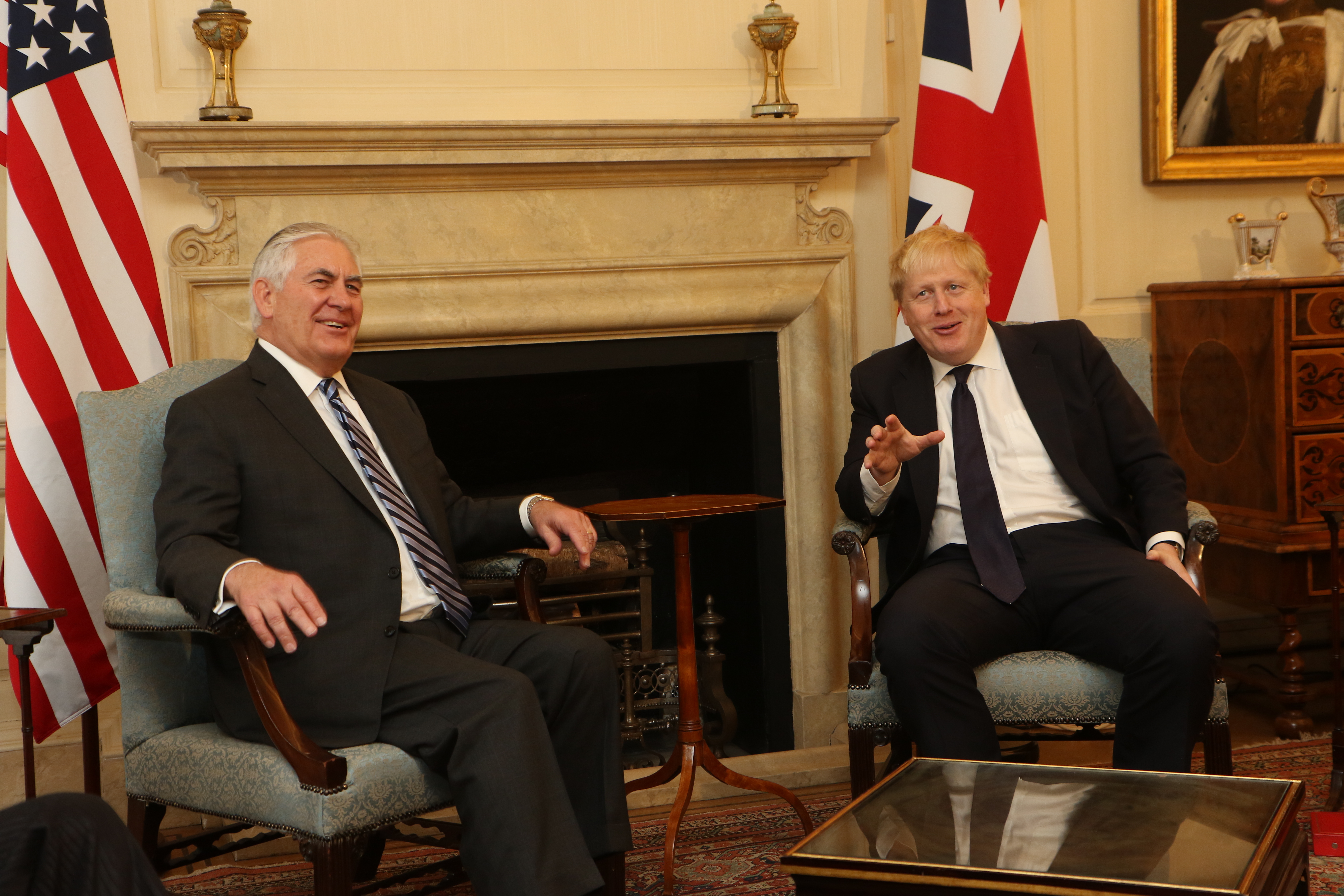
Boris Johnson et le secrétaire d'État des États-Unis, Rex Tillerson, en 2018.

Ses prises de position et ses revirements suscitent des critiques et marques de gêne chez les diplomates étrangers et la Première ministre. L'Allemand Frank-Walter Steinmeier l'aurait comparé à l'un de ces « politiciens irresponsables qui attirent le pays dans le Brexit et ensuite le lâchent ». Jeroen Dijsselbloem, le ministre des Finances néerlandais, l'accuse de promettre « ce qui est impossible intellectuellement » et « politiquement non disponible ». Pour Le Monde, « Boris Johnson continue de se comporter à la tête du Foreign Office comme le trublion, souvent grossier et malhonnête, qu'il était quand il était journaliste, puis maire de Londres ». The Guardian l'accuse de « semer un chaos inutile dans la lamentable procédure du Brexit » et le Times, proche des conservateurs, souligne l'embarras des diplomates britanniques d'être dirigés par un ministre « qui se comporte comme un enfant ».
Le 9 juillet 2018, en désaccord avec la conduite d'un Brexit modéré (« soft Brexit »), il annonce son départ du gouvernement, comme le secrétaire d'État à la Sortie de l'Union européenne David Davis la veille. Il est remplacé par Jeremy Hunt.

### Succession de Theresa May
Les prises de position de Boris Johnson en faveur d'une sortie « dure » de l'Union européenne (« hard Brexit ») en ont fait un candidat potentiel à sa succession au 10 Downing Street. En juin 2019, à la suite de la démission de Theresa May, il est candidat à l'élection à la direction du Parti conservateur. Il arrive nettement en tête des quatre premiers tours du vote des députés du parti et se qualifie pour le vote des adhérents à l'issue du cinquième tour, avec 160 suffrages contre 77 pour Jeremy Hunt et 75 pour Michael Gove.
Contrairement à son adversaire, il promet de ne pas repousser le Brexit au-delà du 31 octobre 2019 et se dit prêt à ne pas régler la facture du Brexit (entre 40 et 45 milliards d'euros) si l'Union européenne n'accorde pas de meilleures conditions de sortie au Royaume-Uni.
Dans cette course, il obtient le soutien du président américain, Donald Trump, auquel la presse le compare souvent pour ses prises de position et son style atypiques,.
Le 23 juillet 2019, le parti annonce qu'il a remporté le vote des adhérents avec 66,1 % des suffrages. Il succède à Theresa May en tant que Premier ministre le lendemain. Il devient ainsi le premier catholique à accéder à cette fonction,.

### Premier ministre

#### Blocage à la Chambre des communes

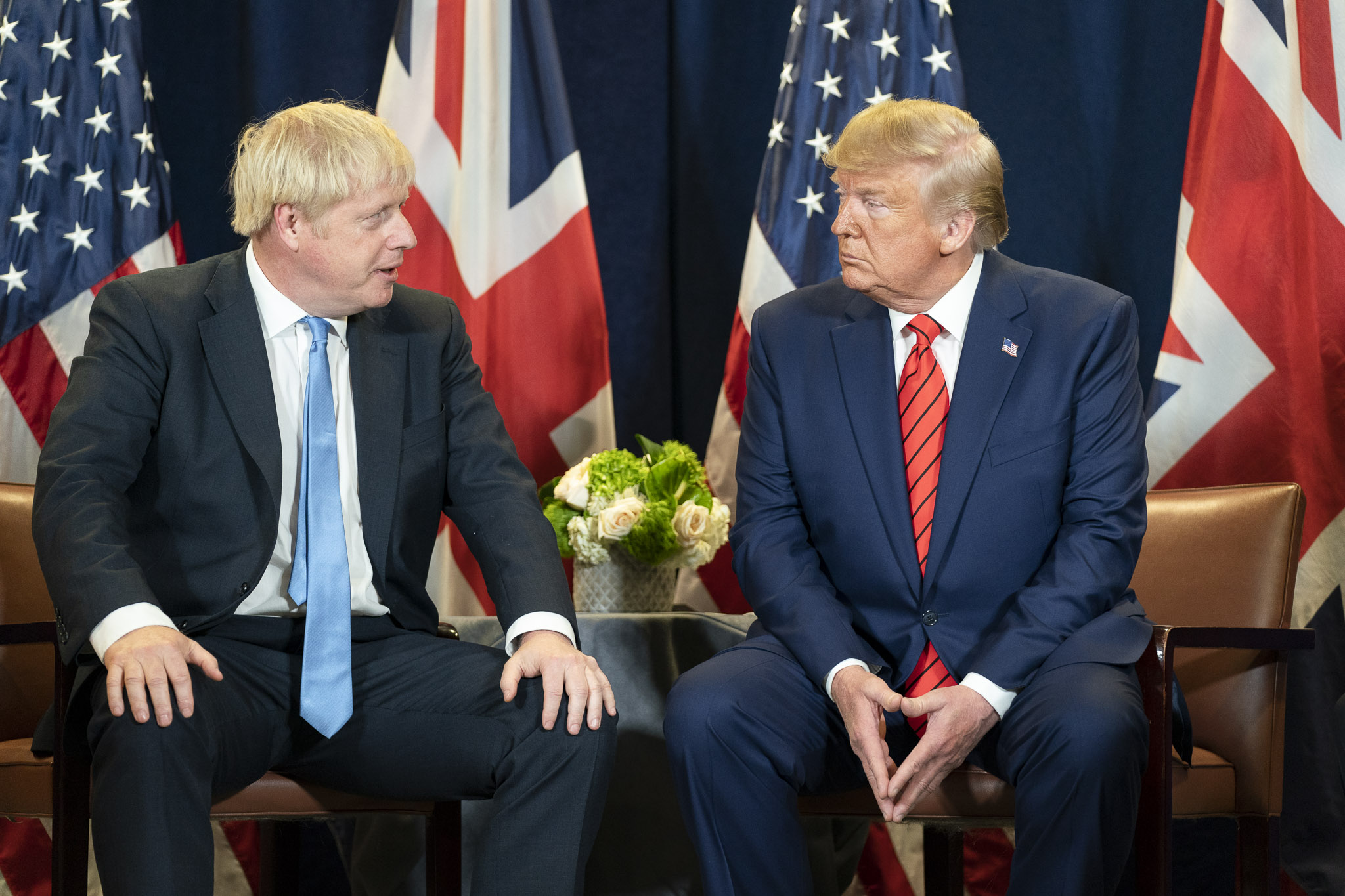
Boris Johnson aux côtés de Donald Trump (septembre 2019).

Dans son premier discours au 10 Downing Street, Boris Johnson réaffirme sa volonté de réaliser le Brexit le 31 octobre 2019. Son gouvernement, nommé le jour même, est composé en grande partie de personnalités eurosceptiques. Une dizaine de ministres de Theresa May ne sont pas reconduits dans leurs fonctions,,.
Le 28 août, il obtient de la reine Élisabeth II la suspension du Parlement jusqu'au 14 octobre suivant, ce qui pourrait rendre possible un Brexit sans accord avec l'UE ou conduire au renversement du gouvernement et à l'organisation d'élections anticipées,. Le 3 septembre, à la suite de la défection du député conservateur europhile Phillip Lee, il perd sa majorité absolue à la Chambre des communes. Le 24 septembre, la Cour suprême du Royaume-Uni décide que la suspension du Parlement était « illégale, nulle et sans effet ». Le chef de l'opposition, Jeremy Corbyn, réclame alors la démission de Johnson. Cette instabilité politique ravive le désir indépendantiste de certains Écossais, majoritairement hostiles au Brexit.
Un accord est finalement trouvé le 17 octobre entre le Royaume-Uni et l'Union européenne. Appelée à se prononcer sur ce traité le 19 octobre, alors que les pronostics vont dans le sens d'une adoption de l'accord, la Chambre des communes adopte un amendement reportant sine die le vote, pour pouvoir examiner le texte en détail sans risquer un Brexit sans accord. Boris Johnson demande alors aux institutions européennes un nouveau report dans une lettre non signée, en assurant qu'il fera tout pour que le pays sorte de l'UE dès le 31 octobre. Les 27 autres États membres de l'UE s'accordent pour repousser une nouvelle fois la date de retrait du Royaume-Uni, au 31 janvier 2020.

#### Élections anticipées de 2019
Affichant son souhait de réaliser le Brexit « coûte que coûte », Boris Johnson parvient, après trois échecs, à convaincre l'opposition travailliste de soutenir la convocation de nouvelles élections générales. Étant dans l'incapacité légale d'accomplir le Brexit à la date du 31 octobre comme il l'avait promis initialement, il présente ses excuses aux membres du Parti conservateur. Il annonce également refuser toute alliance avec le Parti du Brexit, conduit par Nigel Farage,. Boris Johnson axe son discours sur le Brexit — avec le slogan « Get Brexit done » — et met en garde contre la possibilité d'un gouvernement minoritaire, qui plongerait le pays dans une nouvelle crise politique.
Au soir des élections, le 12 décembre 2019, il est réélu député et le Parti conservateur atteint la majorité absolue des sièges à la Chambre des communes, obtenant son meilleur score depuis 1987.

#### Brexit et période de transition

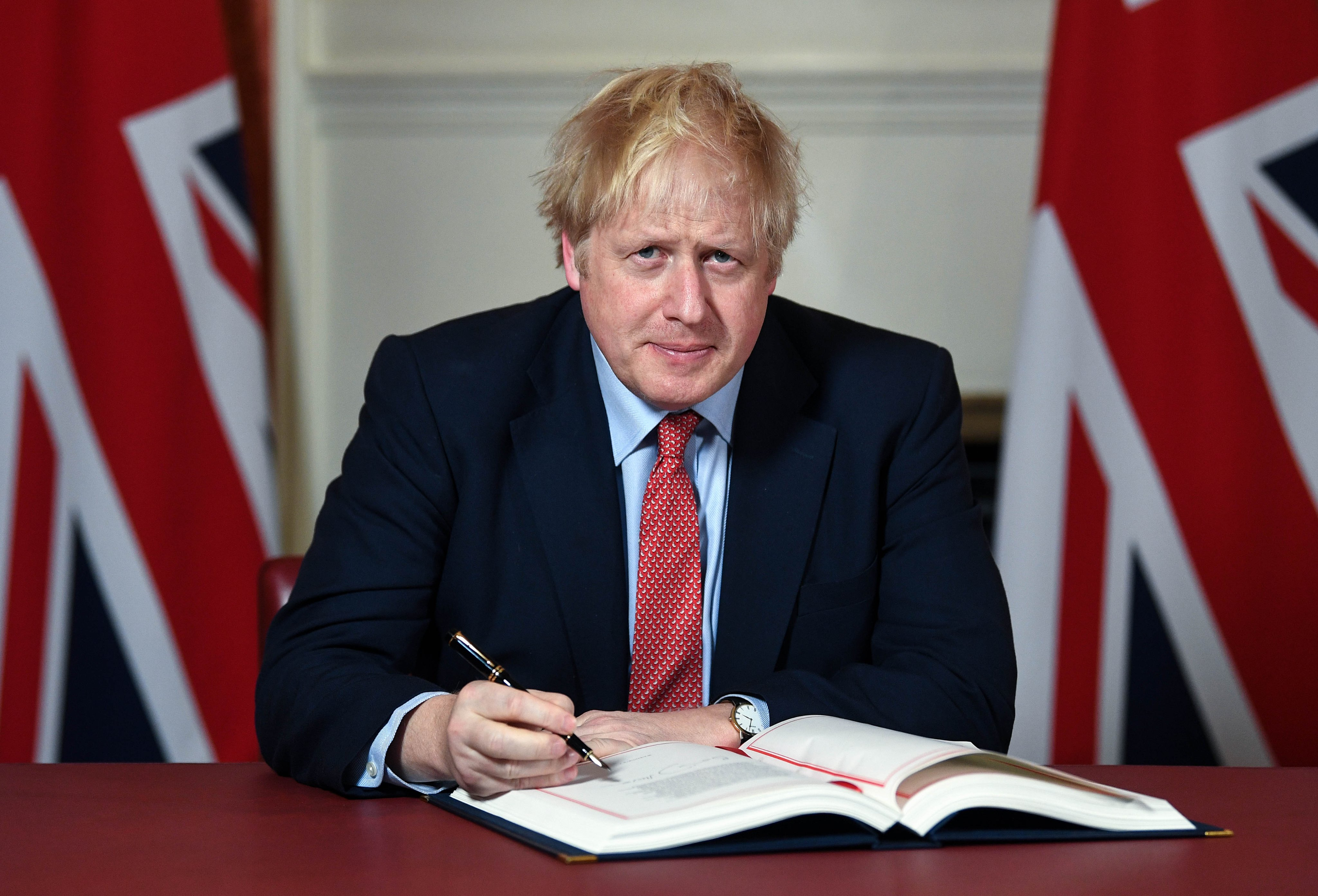
Boris Johnson signant l'accord de retrait du Royaume-Uni de l'Union européenne (24 janvier 2020).

La Chambre des communes approuve l'accord de retrait conclu avec l'Union européenne le 9 janvier 2020, par 330 voix contre 231. Comme prévu, le Brexit intervient le 31 janvier 2020 à 23 h (UTC). Contrairement au dirigeant du Parti du Brexit, Nigel Farage, qui célèbre l'événement avec ferveur, Boris Johnson tient à se montrer « rassembleur » en s'adressant aux partisans du maintien dans l'UE et en prenant acte de la période de transition, qui doit durer jusqu'au 31 décembre 2020.

#### Politique de défense
Boris Johnson annonce en novembre 2020 sa décision d'augmenter de 10 % (soit 16,5 milliards de livres sterling) le budget de l’armée britannique pour les quatre prochaines années. Celui-ci s'élevait alors à environ 41,5 milliards de livres sterling par année. Le Premier ministre précise : « Nous avons décidé que l’ère des coupes budgétaires était terminée. [Ces sommes supplémentaires] vont nous permettre d’afficher des dépenses militaires d’au moins 2,2 % de notre produit intérieur brut [PIB] : c’est davantage que notre engagement dans le cadre de l’OTAN, davantage que tout autre pays européen et que tout autre pays de l’Alliance atlantique, hormis les États-Unis ». En 2021, le gouvernement décide d'augmenter de 45 % son stock d'ogives nucléaires (portant ces dernières de 180 à 260), après la publication d'un rapport gouvernemental sur la politique étrangère présentant la Russie comme la principale menace pour le Royaume-Uni.
En avril 2022, Citizen Lab publie un rapport avançant que les Émirats arabes unis sont soupçonnés d'avoir orchestré des attaques de logiciels espions notamment à l'aide de Pegasus contre le 10 Downing Street et le Bureau des Affaires étrangères et du Commonwealth en 2020 et 2021.

#### Global Britain et politique étrangère
L'un des arguments en faveur du Brexit, évoqué par Boris Johnson alors qu'il n'était pas encore Premier Ministre, était la possibilité pour le Royaume-Uni, sorti de l'Union Européenne, d'élargir son horizon économique et politique à l'échelle de la planète et en particulier aux pays du Commonwealth. Cette vision politique porte le nom de "Global Britain" et Boris Johnson devenu Premier Ministre tenta de la mettre en œuvre.
En 2018, en quelques mots, le journal la Tribune définit ainsi le Global Britain, comme étant une volonté de renouer avec l'esprit capitaliste de l'Empire britannique victorien en créant un "Singapour-sur-Tamise", appuyé sur le Commonwealth et porté par la croissance démographique et économique des pays émergents, le tout sans les contraintes de la réglementation européenne.
Le 2 février 2020, lors d'un discours à Londres, Boris Johnson évoque sa vision du Brexit, vision qu'il développe en mars de la même année en fixant les objectifs du gouvernement à l'horizon 2030 dans un document évoquant la sécurité, la défense, le développement et la politique étrangère.
Liz Truss, en tant que Secrétaire d'Etat au Commerce International de juillet 2019 à septembre 2021 est celle qui concrètement tentera de mettre en œuvre cette politique sous le mandat de Boris Johnson.
Dans un premier temps, une série d'accords, prolongeant ceux signés alors que le Royaume-Uni est dans l'Union Européenne, sont signés (Corée du Sud le 22 août 2019, Maroc le 26 octobre 2019, l'Egypte le 5 décembre 2020, le Canada le 22 novembre 2020 , Singapour le 10 décembre 2020 etc.). Certains de ces accords étant le résultat des négociations entreprises lors du mandat de Theresa May.

#### Pandémie de Covid-19
À partir du début de l’année 2020, Boris Johnson est confronté, comme les autres dirigeants européens, à la pandémie de Covid-19.
Il décide dans un premier temps des mesures non contraignantes, suivant ses conseillers scientifiques, qui s'opposent au confinement strict et privilégient le concept de l'immunité collective. Jusqu’en mars, il minimise le danger et néglige personnellement les gestes barrières. Néanmoins, les écoles sont fermées le 20 mars, suivies des pubs, cinémas et restaurants le lendemain. Le confinement général du pays est décrété le 23 mars.
Le 27 mars, Boris Johnson annonce s'être mis à l'isolement au 10 Downing Street après avoir été testé positif au virus de la Covid-19. Présentant officiellement des symptômes bénins, il indique qu'il continue à diriger le gouvernement par vidéo-conférence. Mais le 5 avril, il est admis à l'hôpital St Thomas ; le lendemain, il est transféré en unité de soins intensifs et placé sous oxygène pendant trois jours : il demande alors à Dominic Raab, secrétaire d'État aux Affaires étrangères et du Commonwealth et Premier secrétaire d'État, de le remplacer « là où nécessaire », mais sans disposer des mêmes pouvoirs. Le 12 avril, il sort de l'hôpital et remercie le NHS pour avoir « sauvé sa vie ». Il reprend ses activités après deux semaines de convalescence. Ses prédécesseurs David Lloyd George, atteint de la grippe espagnole en 1918, et Winston Churchill, victime d'un accident vasculaire cérébral en 1953, avaient eux aussi été diminués dans l'exercice de leurs fonctions, mais leur état de santé avait été occulté.
Son conseiller politique en chef, Dominic Cummings, fait ensuite l’objet de fortes critiques après qu’il a effectué un voyage avec sa famille à Durham, pendant le confinement strict, alors qu'il souffrait de symptômes de la Covid-19. Cummings et Johnson rejettent les appels généralisés à sa démission. Le scandale entraîne une perte de confiance dans le gouvernement et dans sa gestion de la pandémie, appelée « effet Cummings » dans une étude publiée par The Lancet[réf. souhaitée].

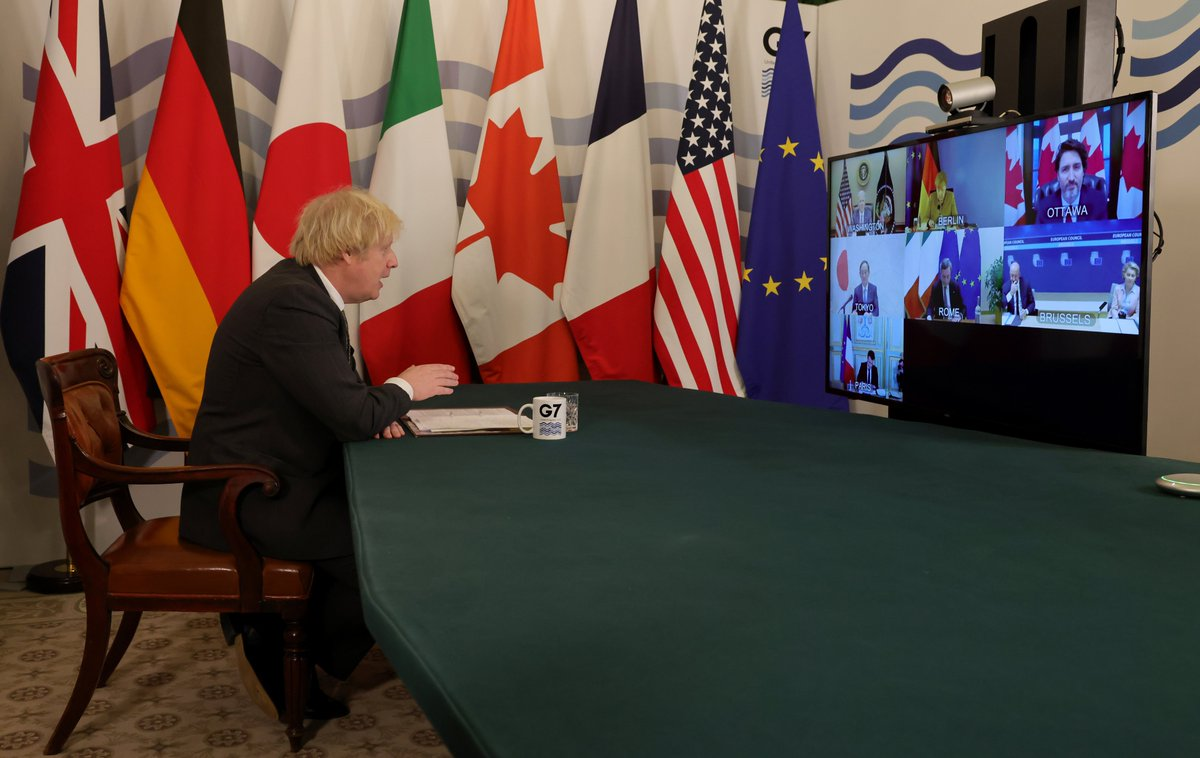
Boris Johnson à une réunion du G7 en visioconférence, le 19 février 2021.

En décembre 2020, les cas de Covid-19 à travers le pays augmentent considérablement, mettant une pression supplémentaire sur les services de réanimation et les hôpitaux. En réponse, le gouvernement met en place des restrictions supplémentaires dans de grandes parties du sud et de l'est de l'Angleterre. Un troisième confinement pour l’ensemble du Royaume-Uni est annoncé le 4 janvier 2021 et le gouvernement commence à imposer des procédures de quarantaine à l'arrivée de ressortissants britanniques et étrangers dans le pays. En parallèle, Johnson déclare qu'il est « profondément désolé » et prend « l'entière responsabilité » du fait que le Royaume-Uni soit devenu le premier pays à franchir le triste cap des 100 000 morts liés à la Covid-19.
Le 8 décembre 2020, le Royaume-Uni est le premier pays au monde à commencer son programme de vaccination contre la Covid-19. La moitié des adultes britanniques a reçu au moins une première dose de vaccin avant le 20 mars 2021, dont Boris Johnson lui-même avec le vaccin d'AstraZeneca. Le 12 avril, les terrasses de bars, restaurants et d’autres commerces rouvrent avec des restrictions. Le lendemain, le Royaume-Uni atteint avec un peu d’avance son objectif d'offrir au moins une première dose de vaccin contre la Covid-19 à tous les plus de 50 ans et aux personnes les plus vulnérables ou exposées : plus de 32 millions de personnes ont ainsi reçu au moins une première dose. Dans le même temps, des études indiquent que le variant du virus B.1.1.7, surnommé « variant anglais », n'entraîne pas plus de formes graves du virus : ces conclusions contredisent ainsi de précédents travaux de recherche, mais confirment que le variant anglais est bien plus contagieux que les souches précédentes de Covid-19.
Un rapport de l'Office national d’audit publié en novembre 2020 révèle que le gouvernement a confié des marchés liés à la pandémie à des sociétés privées pour un total de 17 milliards de livres sterling de manière opaque et parfois à la limite du conflit d’intérêts. Des proches de membres du gouvernement, notamment du ministre de la Santé, ont obtenu des contrats publics en toute discrétion et gagné des millions de livres sterling, suscitant des soupçons de copinage.

#### Guerre russo-ukrainienne

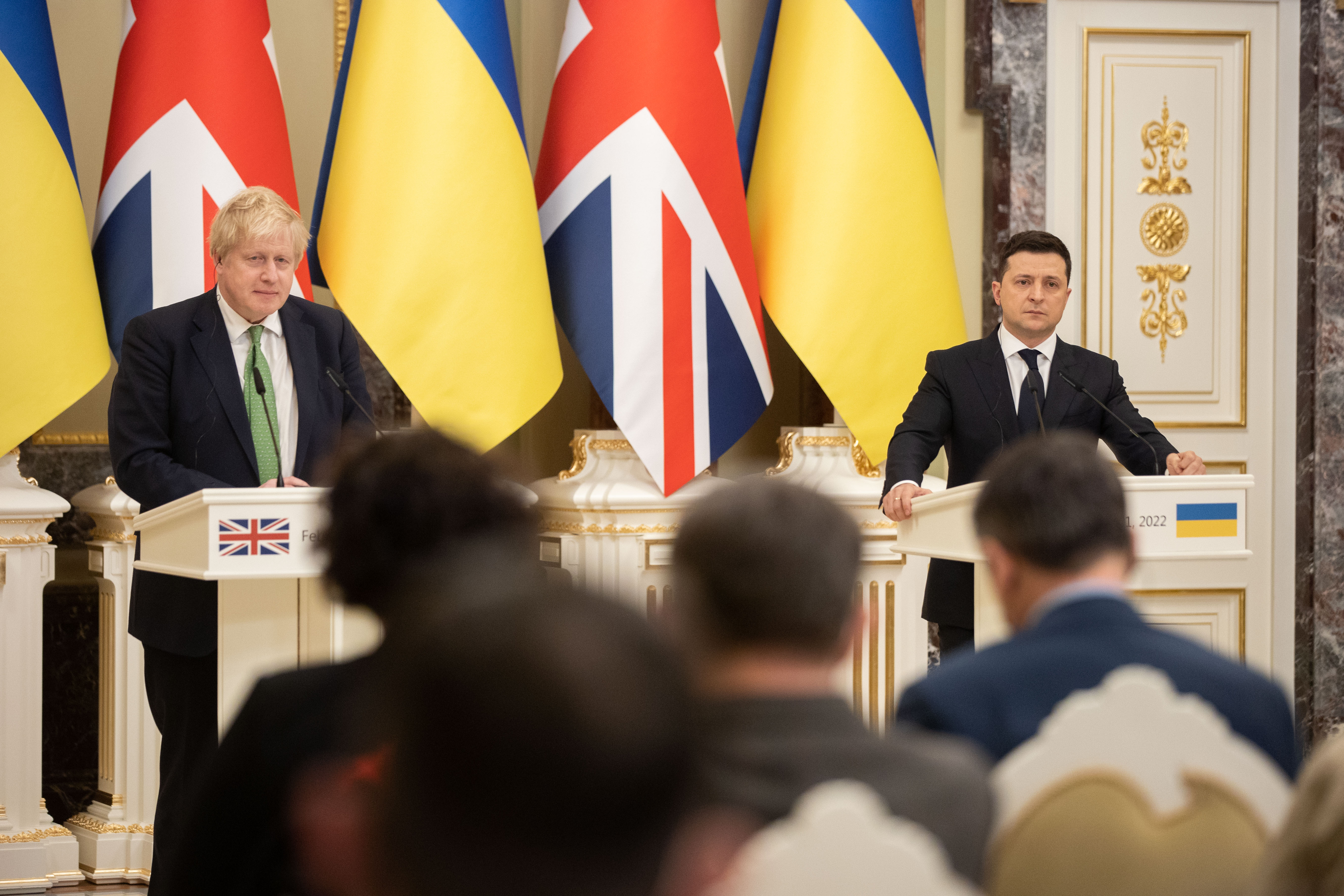
Boris Johnson avec le président de l'Ukraine, Volodymyr Zelensky, peu avant l'invasion russe (février 2022).

Dès février 2022, Boris Johnson condamne fermement l'invasion de l'Ukraine par la Russie refuse tout dialogue avec Moscou, alors que le président de la République française, Emmanuel Macron, tente de négocier avec Vladimir Poutine. Dans le cadre de la guerre, le gouvernement Johnson apporte un soutien militaire et logistique à l'Ukraine qui est salué par son président, Volodymyr Zelensky. Cette action vaut au Premier ministre britannique d'être interdit d'entrée sur le territoire russe. Alors que Boris Johnson est affaibli sur le plan intérieur, ce soutien est jugé opportuniste par l'opposition.

#### Crise économique et inflation
Déjà fragilisé par la pandémie du Covid-19, le pays connaît en 2022 une inflation de plus de 9 %, soit un taux record depuis quatre décennies, et sa plus faible croissance depuis la crise financière de 2008. Le Figaro explique: « Le Royaume-Uni souffre des mêmes problèmes que les économies comparables : inflation, ralentissement de l’activité lié à la guerre en Ukraine, pénuries de produits et de main-d’œuvre. Mais ceux-ci sont exacerbés par la rupture radicale avec l’Union européenne. »

#### Controverses, crise politique et démission

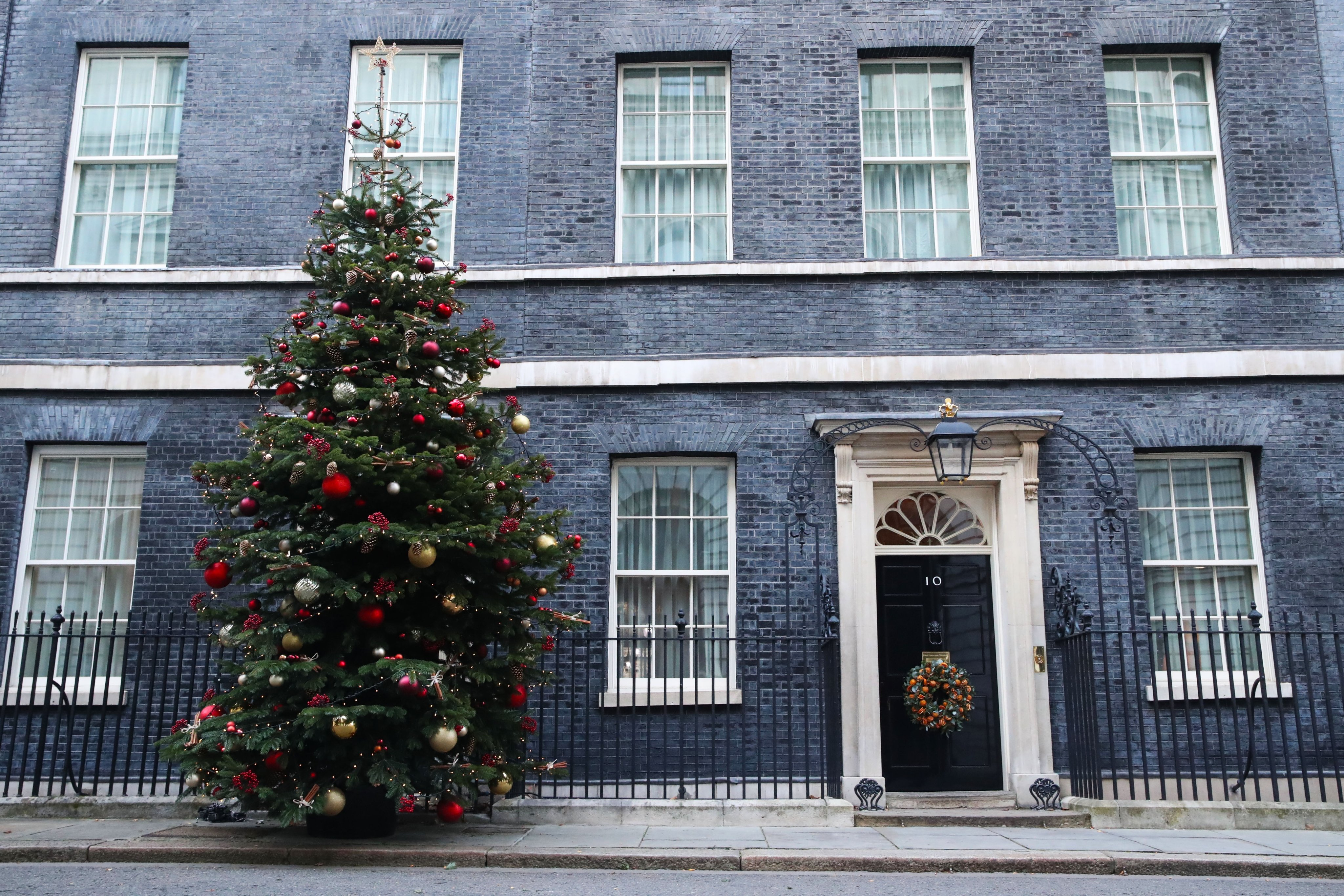
Le 10 Downing Street en décembre 2019, où ont eu lieu plusieurs rassemblements de personnes proches du Premier ministre britannique Boris Johnson.

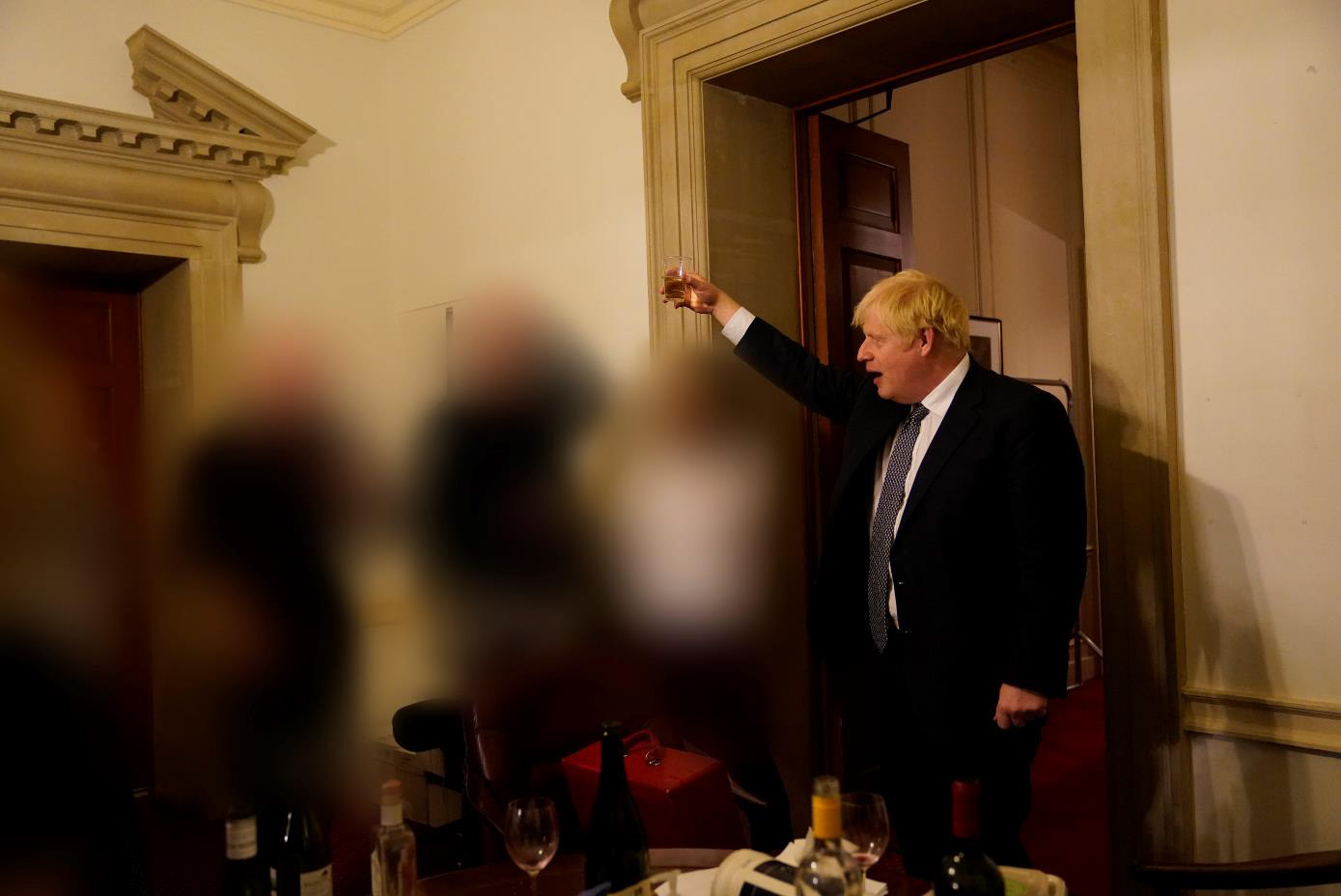
Image issue du rapport de Sue Gray.

À partir du 30 novembre 2021, date des révélations du tabloïd The Daily Mirror, Boris Johnson est confronté à l'affaire du Partygate, terme inventé par la presse pour désigner le scandale politique lié à des rassemblements illégaux en 2020 et en 2021, de la part de membres du gouvernement, alors que les autorités appliquent plusieurs restrictions sanitaires pour lutter contre la pandémie de Covid-19. Il s'agit notamment de plusieurs fêtes organisées au 10 Downing Street par des personnes proches du Premier ministre Boris Johnson. Il a d'ailleurs participé à l'une de ces fêtes en 2020,. À quelques occasions, de 30 à 40 personnes se seraient rassemblées lors de ces fêtes, que ce soit au 10 Downing Street ou d'autres bâtiments du gouvernement britannique. Selon le quotidien The Telegraph, une fête au 10 Downing Street s'est terminée « au petit matin » alors que la reine Élisabeth II assistait seule aux funérailles de son époux, le prince Philip, mort le 9 avril 2021. Johnson assume la responsabilité de ces manquements et présente des excuses publiques,. Partiellement mis en cause par un rapport administratif de la fonctionnaire Sue Gray, il refuse cependant de démissionner,,. Le 6 juin 2022, soumis à un vote de confiance des députés conservateurs, Boris Johnson parvient à conserver son poste mais en ressort néanmoins affaibli : 211 députés votent pour son maintien en fonctions, et 148 contre,.
D'autres controverses apparaissent au cours du mandat de Boris Johnson et contribuent à le discréditer, concernant notamment le montant de la rénovation de l'appartement de fonction du Premier ministre et des scandales sexuels impliquant plusieurs députés conservateurs ainsi qu'un membre du gouvernement, le whip en chef adjoint aux communes et trésorier de la Cour royale Christopher Pincher,.
Le 5 juillet 2022, deux membres du cabinet du Premier ministre démissionnent, à savoir Rishi Sunak, chancelier de l'Échiquier (chargé des finances) et le secrétaire d'État à la Santé et à la Protection sociale Sajid Javid, qui indique n’avoir « plus confiance en ce leadership » à la suite d’une série de scandales,. Le lendemain, une vingtaine d’autres membres du gouvernement annoncent quitter celui-ci, exprimant leur profond désaccord avec la politique menée par Boris Johnson, mais le Premier ministre exclut de démissionner.

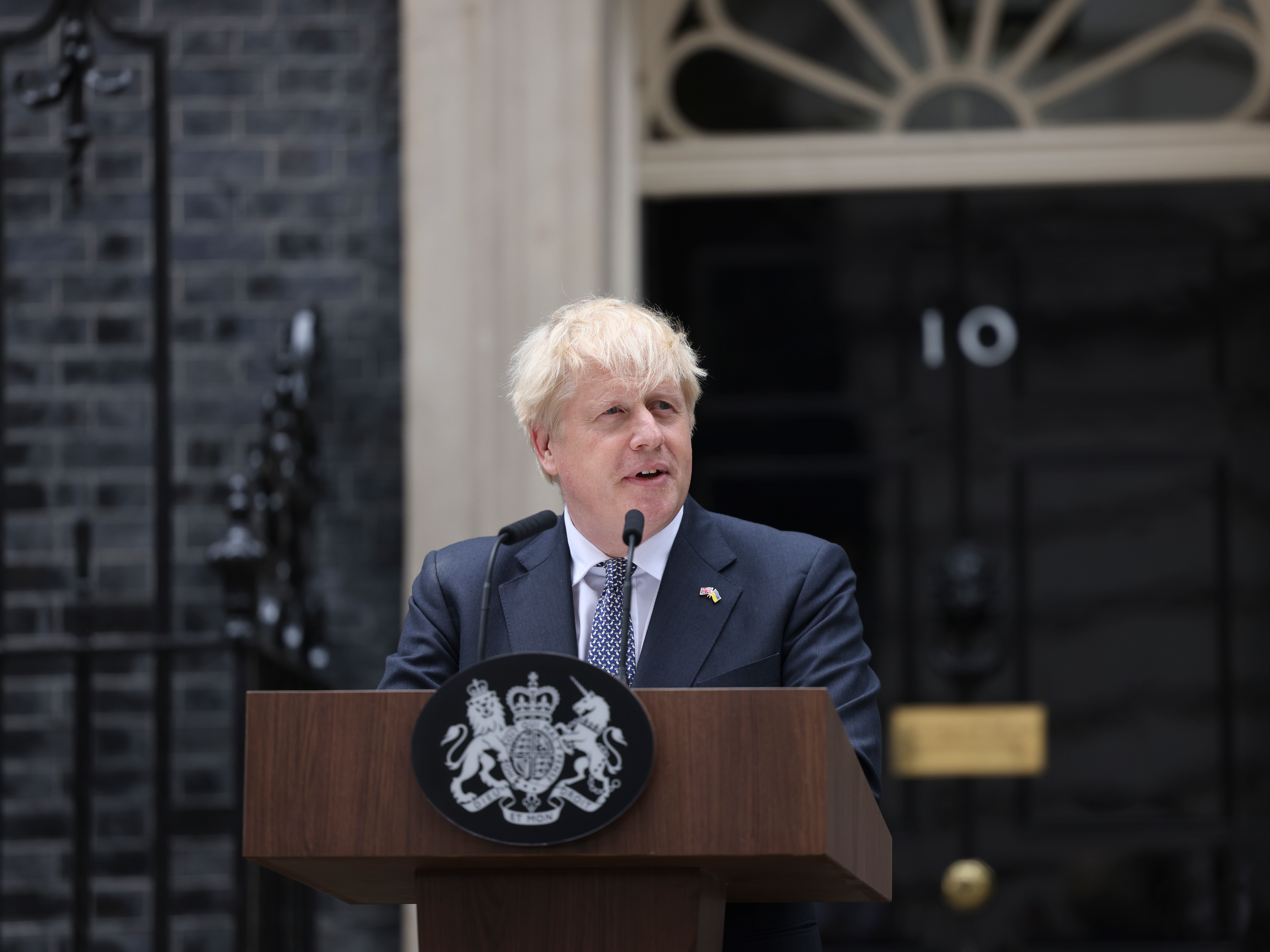
Boris Johnson annonçant sa démission le 7 juillet 2022.

Alors que plus de 50 membres du gouvernement ont remis leur démission en guise de défiance, Boris Johnson annonce finalement sa démission le 7 juillet 2022 lors d'une allocution télévisée,,. Il occupe cependant le poste de Premier ministre jusqu'à ce que le Parti conservateur désigne son successeur.
Après son départ du pouvoir, le Sunday Times révèle que Boris Johnson a obtenu en 2020 une ligne de prêt de 800 000 livres sterling pour financer son train de vie grâce à l’entremise de Richard Sharp. Celui-ci, ex-banquier chez Goldman Sachs et donateur du Parti conservateur, s'est porté à la même période candidat à la présidence de la BBC et a été choisi par Boris Johnson.

### Retour sur les bancs des communes et conférences
Le 5 septembre 2022, Liz Truss, secrétaire d'État aux Affaires étrangères, du Commonwealth et du Développement du second gouvernement Johnson, remporte l'élection à la direction du Parti conservateur face à Rishi Sunak. Boris Johnson promet le lendemain son fervent soutien à la nouvelle dirigeante et se rend au château de Balmoral en Falcon 900LX de la Royal Air Force afin de remettre sa démission à la reine Élisabeth II. Celle-ci charge Liz Truss de constituer un nouveau gouvernement. Il s'agit du dernier acte public de la souveraine, qui meurt deux jours plus tard. Boris Johnson, redevenu simple député, lui rend hommage aux Communes.
Pour compléter son salaire de député de 84 144 £ (96 000 euros annuels), Boris Johnson signe en septembre 2022 un contrat avec au moins deux agences, dont la Premium Speakers Agency, ce qui lui permet de donner des conférences lucratives. Le Times note que ses attentes en matière d'honoraires sont « élevées » et qu'il « n'accepte pas toutes les offres ». Sa première conférence, donnée dans le cadre de l'Insurance Leadership Forum à Colorado Springs (États-Unis) quelques semaines après avoir quitté ses fonctions de Premier ministre, lui rapporte 150 000 dollars. Ses conférences lui rapportent 1,2 million de livres de septembre 2022 à janvier 2023. Il reçoit par ailleurs un don d'un million de livres de la part de l'homme d'affaires Christopher Harborne; il s'agit de la plus importante donation jamais reçue par un élu britannique à titre personnel.
Le 20 octobre 2022, Liz Truss annonce sa démission de sa fonction de Première ministre, six semaines seulement après avoir succédé à Boris Johnson. Après cette annonce, ce dernier réfléchit à une candidature pour un éventuel retour au 10 Downing Street. Sky News assure que l'un de ses proches, James Duddridge, a déclaré que Boris Johnson était « prêt pour ça » et lui a promis de candidater à nouveau. Le 23 octobre, Boris Johnson annonce renoncer à se présenter, affirmant que « vous ne pouvez pas gouverner efficacement si vous n'avez pas un parti uni au Parlement ». Il déclare cependant avoir dépassé les 100 parrainages qui lui étaient nécessaires pour pouvoir se présenter à nouveau. Rishi Sunak est désigné nouveau chef du Parti conservateur et Premier ministre.

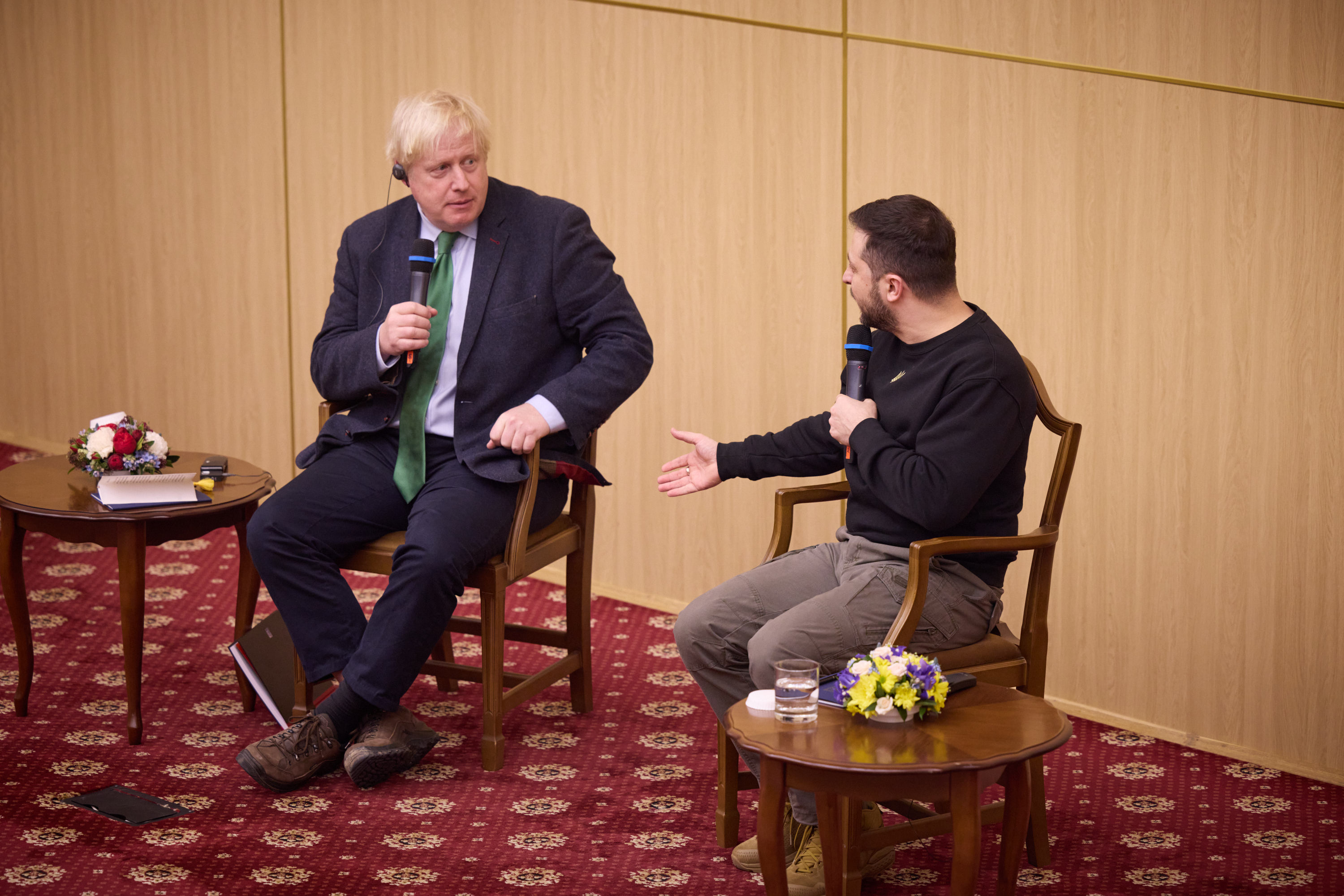
Boris Johnson et Volodymyr Zelensky en janvier 2023.

Toujours fervent partisan de l'Ukraine face à la Russie, il voit en 2022-2023 son nom être cité pour devenir secrétaire général de l'OTAN en remplacement du Norvégien Jens Stoltenberg. À ce sujet, il déclare à la chaîne ukrainienne Rada : « C’est une excellente idée […] Je me considère comme candidat. C'est un très bon poste, important. L’OTAN est aujourd’hui plus forte que jamais,. »

### Démission de la Chambre des communes
Le 9 juin 2023, Boris Johnson annonce sa démission de son mandat de député, ce qui entraîne la tenue d'une élection législative partielle. Dans une longue déclaration, l'ancien Premier ministre critique la commission des privilèges, chargée de l'enquête parlementaire sur le Partygate, se dit victime d'une « chasse aux sorcières » et blâme son successeur Rishi Sunak. Sa décision accroît les divisions au sein du Parti conservateur. Deux proches de Johnson démissionnent dans la foulée de la Chambre des communes.
Le 19 juin 2023, les députés britanniques interdisent à Boris Johnson l’accès à la Chambre des communes, validant un rapport qui conclut que l’ex-Premier ministre a menti au Parlement dans l’affaire du Partygate.

## Résultats électoraux

### Direction du Parti conservateur
| Date | Voix                                                                                      | %                                                                                            | Résultat |
| ---- | ----------------------------------------------------------------------------------------- | -------------------------------------------------------------------------------------------- | -------- |
| 2019 | 114 (1er tour) 126 (2e tour) 143 (3e tour) 157 (4e tour) 160 (5e tour) 92 153 (adhérents) | 36,4 (1er tour) 40,3 (2e tour) 45,7 (3e tour) 50,2 (4e tour) 51,1 (5e tour) 66,1 (adhérents) | Élu      |

### Chambre des communes
| Élection | Parti                      | Parti        | Circonscription | Voix  | %    | Résultats |
| -------- | -------------------------- | ------------ | --------------- | ----- | ---- | --------- |
| 1997     |                            | Conservateur | Clwyd South     | 9 091 | 23,1 | Échec     |
| 2001     | Henley                     | Conservateur | 20 466          | 46,1  | Élu  |           |
| 2005     | Henley                     | Conservateur | 24 894          | 53,5  | Élu  |           |
| 2015     | Uxbridge and South Ruislip | Conservateur | 22 511          | 50,2  | Élu  |           |
| 2017     | Uxbridge and South Ruislip | Conservateur | 23 716          | 50,8  | Élu  |           |
| 2019     | Uxbridge and South Ruislip | Conservateur | 25 351          | 52,6  | Élu  |           |

### Mairie de Londres
| Date | Parti                                  | Parti        | Voix                                     | %                              | Résultats |
| ---- | -------------------------------------- | ------------ | ---------------------------------------- | ------------------------------ | --------- |
| 2008 |                                        | Conservateur | 1 043 761 (1er tour) 1 168 738 (2d tour) | 43,2 (1er tour) 53,2 (2d tour) | Élu       |
| 2012 | 971 931 (1er tour) 1 054 811 (2d tour) | Conservateur | 44,0 (1er tour) 51,5 (2d tour)           | Élu                            |           |

## Personnalité

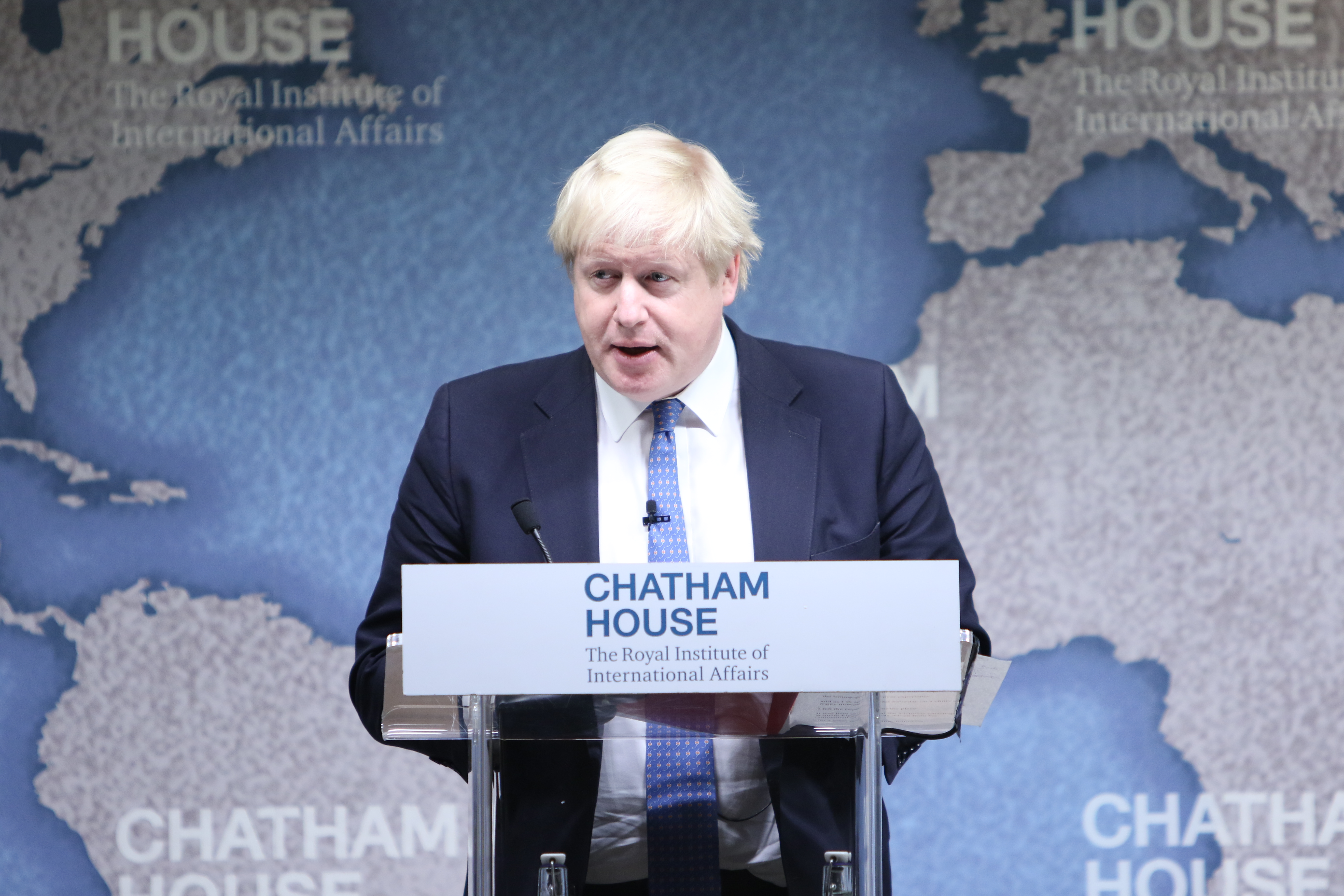
Boris Johnson au Royal Institute of International Affairs, en 2016.

Boris Johnson cultive une personnalité excentrique, ses gaffes ou provocations nombreuses (son slogan lors de la campagne en 2004 était ainsi « Si vous votez Tory, votre femme aura de plus gros seins et vous augmenterez vos chances d'avoir une BMW », en raison de la proposition de bas impôts facilitant la dépense), ses traits d'humour et son excentricité, réputation cimentée par ses apparitions fréquentes en tant que présentateur invité de l'émission de télévision satirique Have I Got News for You (en) (BBC) ou l'émission anglaise de critique automobile Top Gear (2009). Parfois qualifié de « clown »,,, il est surnommé « BoJo », « Bozzer Bozza » ou encore « Boris le Bouffon » par les tabloïds britanniques ou simplement désigné par son seul prénom.
Il a déclaré que « les djihadistes sont des branleurs qui pratiquent la masturbation intensive » après avoir posé pour une photographie avec des combattants kurdes en Syrie, comparé les desseins de l'Union européenne à ceux des nazis (unifier le continent et le placer sous un commandement unique), traité Barack Obama d'« à moitié kényan », dépeint François Hollande comme un commandant d'un camp nazi au cours de la Seconde Guerre mondiale, comparé Hillary Clinton à « une infirmière sadique d'un hôpital psychiatrique », et décrit Recep Tayyip Erdoğan comme un « fantastique branleur »,.
Boris Johnson est un fervent défenseur de l'héritage de l'Empire colonial britannique et de l'idée de « roman impérial » : la puissance passée attesterait de la haute destinée à laquelle le pays serait appelé. En 2016, lors d'un meeting du Parti conservateur, il est chaudement applaudi après s’être félicité du fait que « ce pays a dirigé l’invasion ou la conquête de 178 nations ». En 2018, il affirme que le Brexit devait permettre de retrouver « le dynamisme de ces victoriens barbus » et « d’investir le monde d’une façon qui avait peut-être été oubliée depuis quarante-cinq ans ». En 2020, alors Premier ministre, il soutient qu’il fallait en finir avec « notre gêne embarrassante à propos de notre histoire ».

## Distinctions
En 2021, le média Politico le classe parmi les 28 personnalités européennes les plus puissantes d'Europe, le distinguant dans la catégorie Doers (« faiseurs »).
En 2022, il est honoré de la décoration d'Odessa Grigorios Maraslis, récompensant les personnes ayant contribué au développement de la ville, de sa culture et de ses relations internationales. Boris Johnson en obtient les trois grades à la fois.

## Publications
- Seventy-Two Virgins: A Comedy of Errors, 2004,  (ISBN 9780007195909)
- Une autre histoire de Londres, Éditions Robert Laffont, 2013 (ISBN 978-2-221-13126-8 et 2-221-13126-6).
- Winston : comment un seul homme a fait l'histoire, éditions Stock, 2015, 464 p.  (ISBN 978-2234079663).
- Indomptable, Éditions Stock, 2024, 741 p.

## Dans la culture populaire
En 2022, il est incarné par Kenneth Branagh dans la mini-série télévisée This England qui revient sur la pandémie de Covid-19 au Royaume-Uni et sa gestion par Boris Johnson et son gouvernement.